# 特羅斯佳內茨 (扎利茲齊市鎮)
49°47′11″N 25°16′55″E / 49.78639°N 25.28194°E
特羅斯佳内茨（羅馬化：Trostianets）是烏克蘭的村落，位於該國西部捷爾諾波爾州，由捷尔诺波尔区負責管轄，始建於1437年，面積94.4平方公里，2001年人口227，人口密度每平方公里2.4人。